# Бредская декларация
Бре́дская декларация (англ. Declaration of Breda) — манифест Карла II Стюарта от 4 апреля 1660 года, в котором он обещал амнистию за все действия, совершённые в годы Английской революции и в междуцарствие для тех, кто признает его законным государем; сохранение права собственности на имущество приобретённое в этот период; свободу религии; уплату задолженности солдатам и офицерам, и принятие их на службу короне. Три первых обещания зависели от внесения соответствующих поправок постановлениями парламента.
Декларация была написана в ответ на секретное послание генерала Джорджа Монка, который фактически управлял Англией. 1 мая 1660 года содержание декларации и сопроводительных писем стало достоянием общественности. На следующий день парламент принял резолюцию, которая гласила, что «управление государством должно осуществляться королём, палатами лордов и общин» и Карл был приглашён в Англию принять корону. 8 мая Карл был провозглашен королём. По совету Монка палата Общин отклонила резолюцию, предложенную юристом Мэтью Хэйлом (членом парламента от графства Глостершир), о создании комиссии для рассмотрения уступок, предложенных Карлом, и обсуждения с королём условий, которые в 1648 году были выдвинуты перед его отцом во время переговоров в Ньюпорте.

## Подоплёка и последствия
Декларация была названа по имени города Бреда в Нидерландах, но в действительности она была написана в Испанских Нидерландах, где Карл проживал с марта 1656 года. Однако во время её написания Англия с 1655 года была в состоянии войны с Испанией. Для того, чтобы исправить эту неловкую, с точки зрения общественного мнения, ситуацию, в которой находился будущий король Англии, обращавшийся к своим подданным с вражеской территории, Монк посоветовал Карлу переехать в Республику Соединённых провинций и датировать свои письма так, как если бы они были посланы из Бреды. Карл покинул Брюссель, последнее место своего пребывания в Испанских Нидерландах, и, следуя через Антверпен, прибыл в Бреду 4 апреля, где находился до 14 мая, после чего выехал в Англию через Гаагу. Декларация (в действительности это были несколько писем, адресованных Монку, парламенту и лондонскому Сити), однако, была отправлена сразу по пересечении Карлом голландской границы, и была датирована 4 апреля (по старому стилю) / 14 апреля (по новому стилю).
Декларация была составлена Карлом и его тремя главными советниками, Эдуардом Хайдом, маркизом Ормонд (Джеймсом Батлером) и сэром Эдвардом Николасом, с целью определения условий, по которым Карл надеялся принять «владение тем правом, которое Бог и Природа дали нам».
Декларация обещала «свободное и всеобщее прощение» всем старым врагам Карла и его отца, кто признает Карла II своим законным монархом, «кроме тех, которые будут исключены парламентом». Однако Карл, или по крайней мере Эдвард Хайд (впоследствии — граф Кларендон), рассчитывал, что все непосредственно замешанные в смерти его отца должны быть подвергнуты наказанию; даже в наиболее неблагоприятные периоды своей жизни, делая свои заявления о прощении и благоволении различным партиям, он неизменно исключал цареубийц. Как только Карл был возвращён на трон, Хайд от его имени провел через парламент Акт об освобождении от уголовной ответственности и амнистии. Акт прощал большинство тех, кто выступал на стороне парламента во время гражданской войны, за исключением цареубийц, двух видных нераскаявшихся республиканцев Джона Ламберта и Вена Генри. Ещё около двадцати было запрещено занимать государственные должности и места в парламенте.
В декларации Карл обещал свободу религии, допускающую разногласия по вопросам, не нарушающим спокойствие в королевстве, и согласие на акт парламента, «обеспечивающий это милостивое пожалование». Однако парламент решил истолковать как угрозу спокойствию в королевстве занятие государственных постов не англиканцами. Между 1660 и 1665 годами Кавалерский парламент утвердил четыре статута, известные как Кодексы Кларендона. Эти статуты (постановления) жестко ограничивали права католиков и нонконформистов, например пуритан, достигших ранее, во времена республики, зенита своего влияния, практически исключив их из общегосударственной и местной политики.
Декларация гарантировала выплату задолженности солдатам, служившим у Монка. Землевладельцев декларация уверила, что установление справедливости по делам касающимся спорных пожалований и приобретений имущества, сделанных «во время беспорядков, продолжавшихся столь значительное число лет, во время столь многих и великих революций» будет поручено парламенту.
Копии декларации были доставлены в обе палаты Конвенционного парламента сэром Джоном Гренвилем. Другие копии со специальными сопроводительными письмами были доставлены лорду генералу Монку, для передачи их лорду председателю Государственного совета, офицерам армии под его командованием, генералам «военно-морского флота в море» и лорду мэру Лондона.

## Память
Несколько британских военных кораблей HMS Breda были названы в честь декларации.